# ルイ・ジャン・マリー・ド・ブルボン

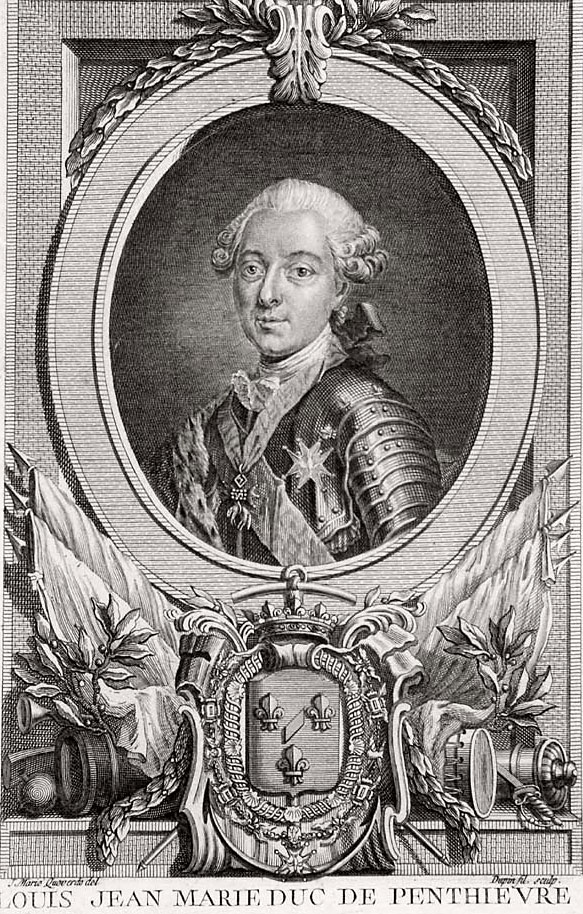
パンティエーヴル公ルイ・ジャン・マリー

パンティエーヴル公ルイ・ジャン・マリー・ド・ブルボン（Louis Jean Marie de Bourbon, duc de Penthièvre, 1725年11月16日 - 1793年3月4日）は、フランスの王族。

## 略歴
ルイ14世と公妾モンテスパン侯爵夫人との庶子であるトゥールーズ伯ルイ・アレクサンドル・ド・ブルボンとその妻ヴィクトワール・ド・ノアイユの一人息子としてランブイエ城で生まれる。
1744年、モデナ公女マリー・テレーズ・フェリシテ・デスト＝モデーヌ（モデナ公フランチェスコ3世・デステの娘、及びルイ14世と公妾モンテスパン侯爵夫人の曾孫）と結婚し、7子をもうけたが、成長したのは1男1女のみであった。
ランバル公ルイ・アレクサンドル（1747年 - 1768年）は若くして亡くなり、パンティエーヴル公家の資産を相続したのは、オルレアン公ルイ・フィリップ2世と結婚したルイーズ・マリー（1753年 - 1821年）である。フランス革命で暴徒により虐殺された女官長ランバル公妃マリー・ルイーズは長男ルイ・アレクサンドルの妻である。
高潔で慈悲深く、様々な慈善行為をしていたので、｢貧しき者たちの王｣と呼ばれていた。1792年に亡き長男の嫁ランバル公妃が民衆に虐殺されて打ちひしがれていたところへ、娘婿のオルレアン公がルイ16世の死刑判決に賛成票を投じたことが追い討ちをかけ、二度と健康を回復しないまま、1793年にヴェルノンのビジー城で死亡した。